# Timurbugha
Timurbugha war Sultan der Mamluken in Ägypten von 1467 bis 1468.
As-Sahr Timurbugha war albanischer Abstammung. Im Jahr 1442 wurde er Emir und zweiter Sekretär. Während der Herrschaft al-Mansur Uthmans wurde er erster Sekretär, und unter dem Kurzzeit-Sultan az-Zahir Bilbay wurde er auf Drängen der mächtigen Mamlukenemire am 5. Dezember 1467 zum Sultan „al-Dhahir Timurbugha Al Dhahiri“ ausgerufen. Er war im Bereich Philologie, Recht und Geschichte sehr gebildet und interessierte sich für theologische Fragen. Auch bemühte er sich um den Ausgleich zwischen den verschiedenen Fraktionen der Mamluken und entließ die unter seinen Vorgängern inhaftierten Emire Ahmad und Othman aus dem Gefängnis in Alexandria. Dies führte allerdings zum Widerstand der anderen Emire, die Timurbugha 1468 absetzten und nach Damiette verbannten. Als Sultan setzte sich in der Folgezeit al-Ashraf Kait-Bay Al Dhahiri (1468–1496) durch.